# Sankt Taddeusklostret
Sankt Taddeusklostret (Սուրբ Թադէոսի վանք  - Sourb Tadeos Vank; Azerbaijani och på farsi: قره‌کلیسا - Ghareh keliseh, vilket betyder "Svarta kyrkan"), är ett forntida armeniskt kloster beläget i det bergiga Västazarbaijan i Iran, omkring 20 km från staden Maku. 
Klostret är synligt från långt håll på grund av den massiva kyrkan, starkt kännetecknad av de två kupolerna med sina polygonala cylindrar och koniska tak. Det finns flera kapell i närheten: tre på kullarna öster om bäcken, en omkring 3 km söder om klostret invid vägen till Bastam, och andra som fungerar som kyrkor för byn Ghara-Kilise..

## Historia och arkitektur
En av de 12 apostlarna, Judas Taddeus, även känd som Sankt Judas (inte att förväxlas med Judas Iskariot), blev martyr då han spred evangeliet. Han är ansedd som en apostel i Armeniska apostoliska kyrkan. Legenden berättar att kyrkan som tillägnades byggdes första gången på dagens plats redan år 68 e.Kr.
Inte mycket finns kvar av den ursprungliga kyrkan, som genomgick en omfattande ombyggnad 1329 efter en jordbävning som skadat den år 1319. Icke desto mindre, är några delar kring altarabsiden från 900-talet.
Större delen av den nuvarande byggnaden daterar sig från tidigt 1800-tal då Qajarprinsen Abbas Mirza hjälpte till med renoveringar och reparationer. 1800-talets tillbyggnader är i huggen sandsten. De tidigaste delarna är svarta och vita stenar, därav dess turkiska namn Kara Kilise, Svarta kyrkan.
En befäst mur omger kyrkan och de numera övergivna klosterbyggnaderna.
I juli 2008 blev klostret uppsatt på Unescos världsarvslista tillsammans med två andra armeniska monument i samma provins under det gemensamma namnet Armeniska kloster i Iran.

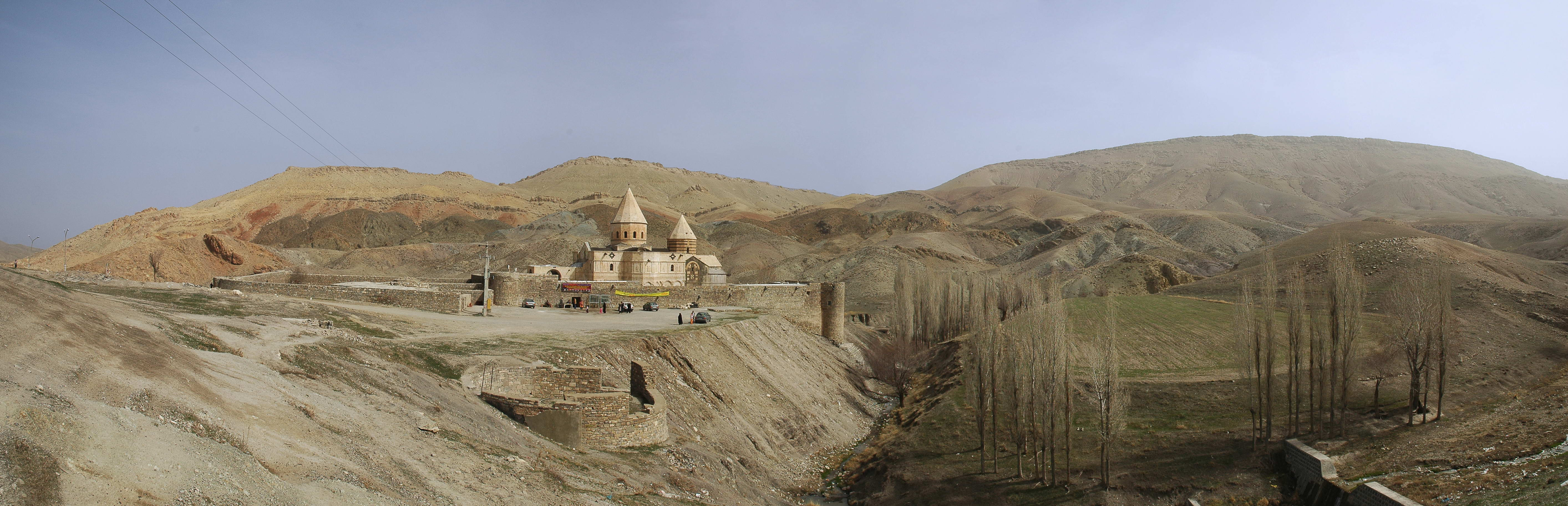
Panorama över klosterområdet

## Taddeus och Bartolomaios
Apostlarna Judas Taddeus och Bartolomaios reste genom Armenien år 45 för att predika Guds ord. Många människor konverterade och många hemliga kristna församlingar grundades.
Omkring denna tid, dog Abgar V efter att regerat i 38 år och kungariket Armenien delades i två delar. Hans son Ananun krönte sig själv i Edessa, samtidigt som hans nevö Sanatruk styrde Armenien. Omkring år 66, gav Ananun order att döda Sankt Taddeus i Edessa. Kungens dotter Sandokht, som konverterat till kristendomen, blev martyr tillsammans med Judas Taddeus. Hennes grav finns nära Ghara Kelisa.

## Gudstjänster
Endast en gång om året hålls gudstjänster här, Sankt Taddeus dag (omkring 1 juli), som besöks av armeniska pilgrimer från Iran och andra länder.